# Storm Reid
Storm Reid (Atlanta, 1 de julho de 2003), é uma atriz norte-americana. Ficou mais conhecida em 2019 ao interpretar Gia Bennett na série Euphoria, além de dar vida a personagem Riley na série The Last of Us, ambas da HBO, está ultima lhe rendeu o Emmy do Primetime de melhor atriz convidada numa série de drama.
Seus primeiros papéis no cinema incluem uma aparição no drama 12 Years a Slave (2013) e no filme de super-heróis Sleight (2016). Ela teve seu primeiro grande papel no filme de fantasia A Wrinkle in Time (2018), pelo qual recebeu indicações ao Teen Choice Award e ao NAACP Image Award. Reid também atuou no thriller Don't Let Go (2019), pelo qual foi elogiada, na minissérie da When They See Us (2019), e no filme de terror The Invisible Man (2020).

## Início de vida
Reid nasceu em 1 de julho de 2003 em Atlanta, no estado americano da Geórgia, filha de Rodney e Robyn Simpson Reid.  Ela é a filha mais nova do casal. Desde cedo Reid aspirava tornar-se atriz, e aos nove anos de idade mudou-se com sua família para Los Angeles para que pudesse iniciar sua carreira.

## Carreira
Reid começou a atuar profissionalmente cedo, estreando no telefilme A Cross To Bear em 2012. Em 2013, ela interpretou Emily no aclamado drama histórico 12 Years a Slave. Em 2016, Reid interpretou Tina, irmã mais nova do protagonista Bo, no filme de ficção científica Sleight. O filme recebeu críticas positivas. Também em 2016 ela interpretou Aki no filme Lea to the Rescue. Reid fez inúmeras participações em séries de televisão, incluindo The Thundermans, Adam DeVine's House Party, NCIS: Los Angeles e Chicago P.D.

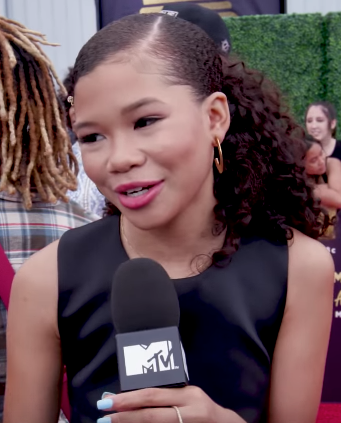
Reid em 2018.

Em 2017, Reid interpretou Patricia na comédia dramática A Happening of Monumental Proportions, recebida negativamente pelos críticos. Em 2018, ela recebeu o papel de Meg Murry em A Wrinkle in Time, de Ava DuVernay, baseado no romance homônimo. Apesar do filme ter sido um fracasso de bilheteria o desempenho de Reid foi elogiado pela crítica, e pelo papel recebeu uma indicação ao Teen Choice Award de Melhor Atriz em um Filme de Fantasia e uma indicação ao NAACP Image Award. Em 2019, Reid interpretou Lisa em dois episódios da minissérie When They See Us, da Netflix. A série foi elogiada pela crítica.
Também em 2019, Reid foi escalada para o papel de Gia Bennett, irmã mais nova da protagonista Rue Bennett, na série de drama adolescente Euphoria, da HBO. A série recebeu aclamação da crítica e foi renovada para uma segunda temporada. No mesmo ano, Reid começou a dublar Nia na série da Hulu The Bravest Knight, e atuou ao lado de David Oyelowo no filme de drama Don't Let Go.
Em 2020, Reid interpretou Sydney Lanier no filme de terror The Invisible Man. No mesmo ano ela recebeu uma indicação ao BET YoungStars Award. Em julho de 2019 foi anunciado que Reid havia juntado-se ao elenco do filme The Suicide Squad, que estreou em 2021. Reid terá um papel principal na sequência do filme Searching, que foi gravada durante a pandemia de COVID-19. Ela também se juntou ao elenco do filme de ação One Way, onde atuará ao lado de Colson Baker, Kevin Bacon e Travis Fimmel. Em 2023, ela interpretou Riley Abel na série da HBO, The Last of Us.

## Filmografia

### Cinema
| Ano  | Título                                | Papel           | Notas          |
| ---- | ------------------------------------- | --------------- | -------------- |
| 2012 | The Girls of Summer                   | Gretta          | Curta-metragem |
| 2013 | The Spirit Game                       | Garotinha       | Curta-metragem |
| 2013 | 12 Years a Slave                      | Emily           |                |
| 2015 | White Water                           | Cassandra       |                |
| 2015 | The Summoning                         | Kendra          |                |
| 2016 | Sleight                               | Tina            |                |
| 2016 | Lea to the Rescue                     | Aki             |                |
| 2016 | Santa's Boot Camp                     | Sparkle         |                |
| 2017 | A Happening of Monumental Proportions | Patricia        |                |
| 2018 | A Wrinkle in Time                     | Meg             |                |
| 2019 | Don't Let Go                          | Ashley Radcliff |                |
| 2020 | The Invisible Man                     | Sydney Lanier   |                |
| 2021 | The Suicide Squad                     | Tyla            |                |
| 2022 | One Way                               | Rachel          |                |
| 2023 | Missing                               | June            |                |
| 2023 | The Nun 2                             | Debra           |                |

### Televisão
| Ano           | Título                               | Papel        | Notas                                    |
| ------------- | ------------------------------------ | ------------ | ---------------------------------------- |
| 2012          | A Cross to Bear                      | Erica jovem  | Filme de TV                              |
| 2013          | Adam DeVine's House Party            | Soldado #3   | 2 episódios                              |
| 2013          | The Thundermans                      | Avery        | Episódio: "This Looks Like a Job For..." |
| 2014          | NCIS: Los Angeles                    | Riley Peyton | Episódio: "One More Chance"              |
| 2014          | Nicky, Ricky, Dicky & Dawn           | Scarlett     | Episódio: "Scaredy Dance"                |
| 2015          | Chicago P.D.                         | Denise       | Episódio: "Get Back to Even"             |
| 2019          | When They See Us                     | Lisa         | 2 episódios                              |
| 2019-presente | Euphoria                             | Gia Bennett  | 14 episódios                             |
| 2019          | The Bravest Knight                   | Nia          | 13 episódios                             |
| 2023          | The Proud Family: Louder and Prouder | Emily        | Episódio: "Juneteenth"                   |
| 2023          | The Last of Us                       | Riley Abel   | Episódio: "Left Behind"                  |

### Clipes musicais
| Ano  | Título      | Artista(s)          |
| ---- | ----------- | ------------------- |
| 2017 | Family Feud | Jay-Z feat. Beyoncé |

## Prêmios e indicações
| Ano  | Prêmio                    | Categoria                               | Trabalho          | Resultado | Refs.  |
| ---- | ------------------------- | --------------------------------------- | ----------------- | --------- | ------ |
| 2018 | Teen Choice Awards        | Atriz em filme de fantasia              | A Wrinkle in Time | Indicado  | [ 11 ] |
| 2019 | NAACP Image Awards        | Melhor estreia em um filme              | A Wrinkle in Time | Indicado  | [ 13 ] |
| 2020 | BET Awards                | YoungStars Award                        | Ela mesma         | Indicado  | [ 23 ] |
| 2024 | Prémios Emmy do Primetime | Melhor Atriz Convidada (série de drama) | The Last of Us    | Venceu    | [ 30 ] |